# Paul Fromin
Paul Fromin (* 11. April 1950 in Bourg-en-Bresse, Frankreich) ist ein französischer Komponist und Musiker.

## Leben
Fromins Studien in der Fächern Komposition und Saxophon absolvierte er am Konservatorium von Lyon, Frankreich. Für sein Diplom erhielt er eine hohe Auszeichnung. Zunächst ließ er sich als Saxophon-Lehrer an der nationalen Musikschule in Romans-sur-Isère, Frankreich nieder und gab als Saxophon-Solist in ganz Frankreich und in einigen Nachbarstaaten Konzerte. 1980 gründete er das Saxophon-Quartett von Romans-sur-Isère, das überregionale Bedeutung erlangte. Er betätigt sich als Gastdirigent von Blasorchestern, ist Dozent an der Musikschule Peyrins und unterrichtet Saxophon und Klavier am Konservatorium Romans-sur-Isère.

## Werke

### Werke für Orchester
- Les petits orchestre, Verlag Robert Martin

### Werke für Blasorchester
- Air de Chasse
- Amary für Alt-Saxophon Solo und Blasorchester, Verlag Robert Martin, 1993
- Ballade
- Ballade pour Angele für Trompete Solo und Blasorchester, Verlag Robert Martin 1986
- Eclipse
- Hastings, Verlag Robert Martin, 1994
- Le Grand Canyon
- Mexicana
- Nashville, Verlag Robert Martin 1987
- Western, Verlag Robert Martin 1982

### Kammermusik
- Ballade für Alt-Saxophon
- Quattre pièces für Horn, Alt-Saxophon und Vibraphon

## Werke für Soloinstrument
- 54 études pour saxophone : Pour l'étude des rythmes, des styles et des tonalités, (54 Etüden für Saxophon), Verlag Robert Martin, 1994